# Простір Орліча
Простір Орлича — лінійний нормований простір на множині вимірних функцій. Є узагальненням простору Лебега. Названі іменем польського математика Владислава Орліча.

## Означення
Нехай {\displaystyle M} — деяка фіксована {\displaystyle N}-функція, а {\displaystyle N} — додаткова до неї {\displaystyle N}-функція; {\displaystyle G} — множина скінченної міри.
Простором Орлича {\displaystyle L_{M}^{*}} називається сукупність всіх вимірних функцій {\displaystyle u(x)},
що задовольняють умові {\displaystyle (u,v)=\int _{G}u(x)v(x)dx<\infty } при всіх {\displaystyle v(x)}, таких що {\displaystyle \int _{G}N[u(x)]dx<\infty }.
У просторі Орлича задана норма Орлича:
{\displaystyle \|u\|_{M}=\sup _{\rho (v,N)\leqslant 1}|\int _{G}u(x)v(x)dx|}.